# Confinamiento por la pandemia de COVID-19 en India
Las políticas de confinamiento en India por la pandemia de COVID-19 fue declarada por el primer ministro Narendra Modi el 24 de marzo de 2020, por 21 días, limitando el movimiento de las 1.300 millones de personas de la India como medida preventiva contra la Pandemia de COVID-19 en India. Esto fue ordenado después de que voluntarios públicos quedaran 14 horas en un toque de queda público el 22 de marzo, seguido por la ejecución de una serie de reglas en las partes del país afectadas por el COVID-19.
Observadores declararon que el confinamiento había retrasado el índice de crecimiento de la pandemia para el 6 de abril a un índice de duplicarse cada seis días, y del 18 abril, a un índice de duplicarse cada ocho días.
Cuando terminó el primer confinamiento, gobiernos estatales y comités locales recomendaron extenderlo. Los gobiernos estatales de Odisha y de Punyab se adelantaron al extender el confinamiento hasta el 1 de mayo. Maharashtra, Karnataka, Bengala Occidental y Telangana hicieron lo mismo tiempo después. Para el 14 de abril, Narendra Modi extendió el confinamiento nacional hasta el 3 de mayo, con una relajación condicional después del 20 de abril para las regiones donde la propagación había sido contenida.
El 1 de mayo, el Gobierno de la India extendió el confinamiento nacional más de dos semanas hasta el 17 de mayo. El Gobierno dividió la nación entera en tres zonas— la verde, la roja y la naranja—con relajaciones aplicándose consiguientemente.

## Antecedentes
El Gobierno de la India confirmó que el primer caso de India de COVID-19 fue el 30 de enero de 2020 en el estado de Kerala, cuándo un estudiante universitario de Wuhan volvió al estado. Como el número de casos confirmados de COVID-19 era 500 aproximadamente, Modi el 19 de marzo, pidió a todos los ciudadanos vigilar el cumplimiento del Janata Curfew (toque de queda) el domingo, 22 de marzo. Al final del toque de queda, Modi declaró: "Janata Curfew es solo el principio de una larga batalla contra el COVID-19". Siguiendo esto, mientras se dirigía a la nación por segunda vez durante la pandemia, el 24 de marzo, anunció el toque de queda y confinamiento de medianoche de aquel día, para un periodo de 21 días. Él dijo que la única solución para controlar la propagación del coronavirus era romper el ciclo de transmisión a través de distancia social. También añadió que el confinamiento sería aplicado más estrictamente que el Janata Curfew.

### Janata Curfew
El Janata Curfew fue un toque de queda de 14 horas (desde las 7 a. m. hasta las 9 p. m.) aquello estuvo planificado desde el 22 de marzo de 2020, con anterioridad al total confinamiento. Todo las personas, excepto aquellas de servicios esenciales como policías, sanitarios, medios de comunicación, profesionales de entrega a domicilio y los bomberos tenían que cumplir el toque de queda. A las 5 p. m. de ese día, a modo de honra, a todos los ciudadanos se les pidió estar en sus puertas, balcones o ventanas, y aplaudir o mover campanas en agradecimiento por los profesionales de salud que entregan estos servicios esenciales. Las personas que pertenecen a Cuerpo de Cadete Nacional y Esquema de Servicio Nacional fueron los encargados de hacer cumplir el toque de queda.

## Prohibiciones

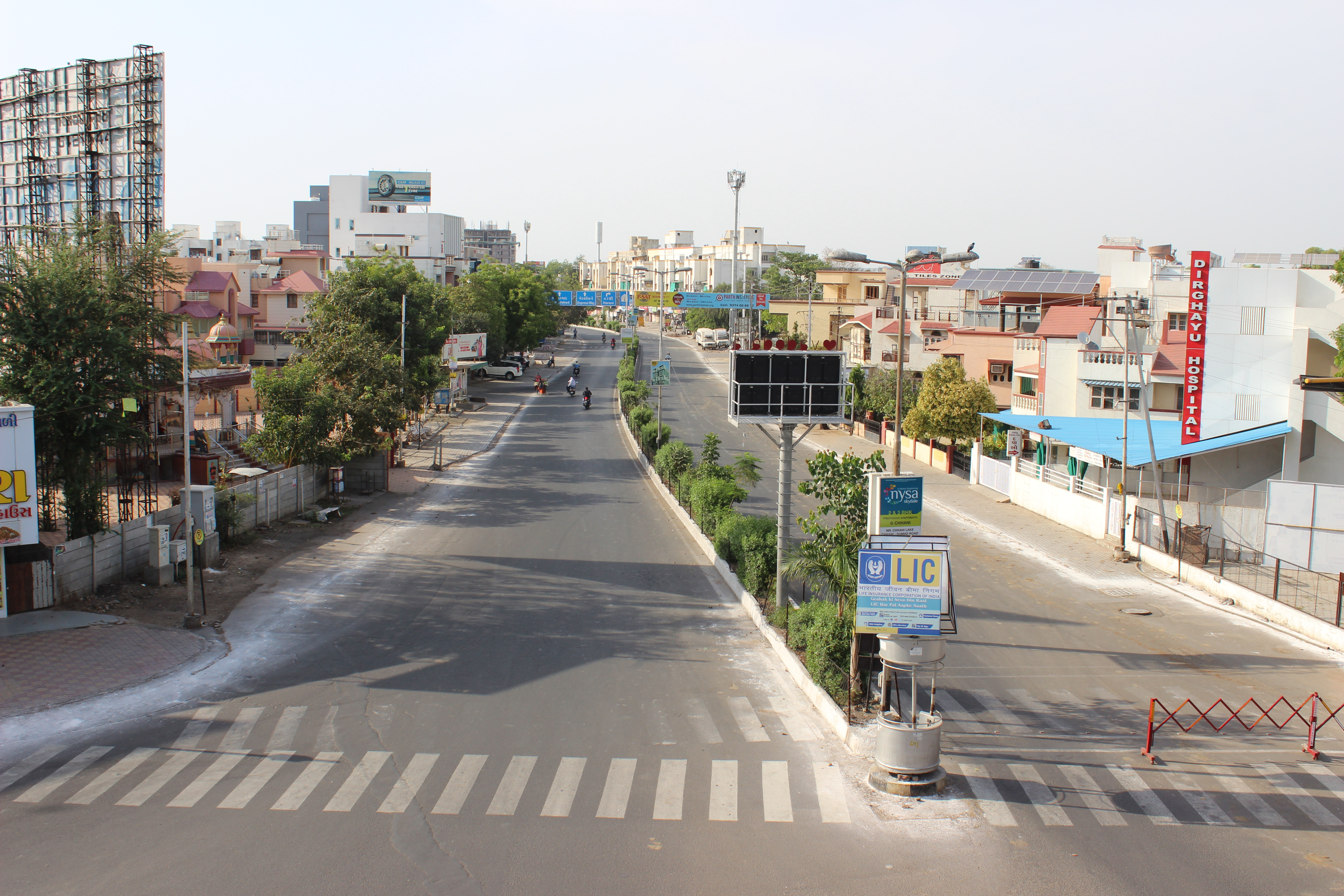
Carreteras vacías durante el confinamiento en Baroda, Gujarat.

El confinamiento gubernamental indio restringe a las personas estar fuera de sus casas. Todos los transportes por carretera, aire y tren fueron suspendidos, con excepciones para el transporte de bienes esenciales, fuerza policial y servicios de emergencia. Las Instituciones educativas, establecimientos industriales y servicios de hospitalidad no esencial también fueron suspendidos. Servicios tales como tiendas alimentarias, bancos y ATMs, gasolineras, otros esenciales y la fabricación están exentos. El Ministerio de Casa declaró que cualquiera que no siga las restricciones puede hacer frente a un año en prisión.

## Línea del tiempo

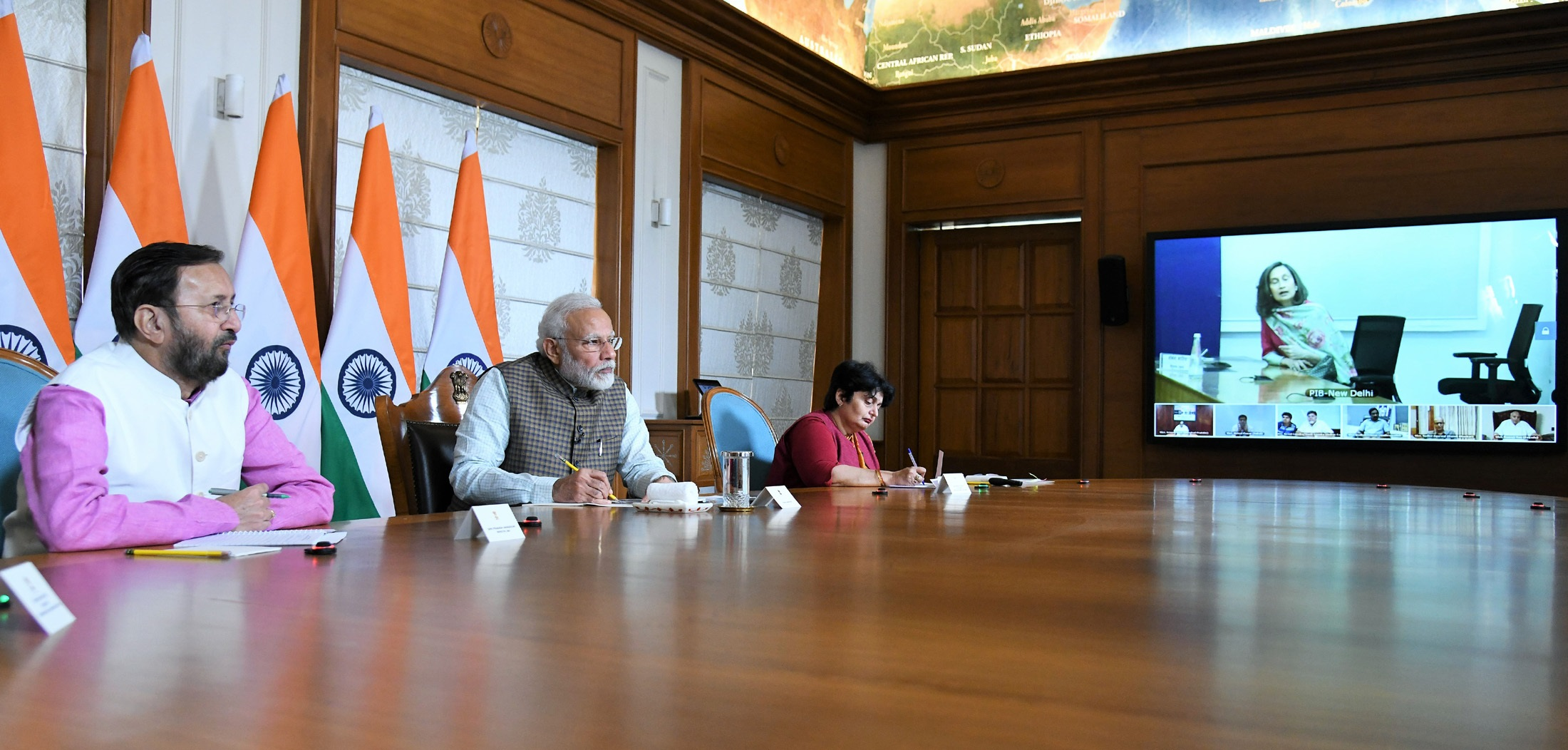
Primer ministro Narendra Modi en una videoconferencia durante el confinamiento.

### Primeros 21 días (25 de marzo – 14 de abril)
El 25 de marzo, el primer día del confinamiento, casi todos los servicios y las fábricas estuvieron suspendidos. Las personas se daban prisa en almacenar cosas esenciales en algunas partes. Los arrestos a través de los estados fueron hechos por la violación de normas de confinamiento como salir fuera de sus casas sin ninguna justificación, abrir negocios y otras vulneraciones de la cuarentena en casa. El gobierno celebró reuniones con sitios web de comercio electrónico y vendedores para asegurar suministro de bienes esenciales durante el periodo de confinamiento. Varios estados anunciaron fondos de ayuda para los pobres y personas afectadas mientras el gobierno central estaba finalizando un paquete de estímulo.
El 26 de marzo, el ministro de finanza Nirmala Sitharaman anunció ₹170,000 crore (EE. UU.$24 billones de dólares) paquete de estímulo para ayudar a aquellos afectados por el confinamiento. El paquete estuvo destinado para proporcionar medidas de seguridad alimentaria para casas pobres a través de transferencias de dinero efectivo directo, cereal gratis y gas combustible para tres meses. También proporcionaba cobertura de seguro para personal médico.
El 27 de marzo, el Banco de Reserva de la India anunció un montón de medidas para ayudar a disminuir los impactos económicos del confinamiento.
Antes del anuncio del confinamiento nacional, el 22 de marzo, el gobierno había anunciado que los ferrocarriles indios suspenderían las operaciones de pasajeros a lo largo del 31 de marzo. La red de trenes nacionales ha mantenido sus operaciones de carga durante el confinamiento para transportar bienes esenciales. El 29 de marzo, los ferrocarriles indios anunciaron que empezarán a prestar servicios para transportar bienes esenciales, además del servicio de carga regular. El operador de tren nacional también anunció intenciones para convertir bagones aislados en habitaciones para pacientes de COVID-19. Esto ha sido descrito como la primera vez en 167 años que la red de trenes de India había sido suspendida, desde las protestas de trabajadores férreos de 1974.
Al final del primer confinamiento, muchos los gobiernos estatales expresaron su decisión para extenderlo hasta el final de abril. Entre ellos eran Odisha, Punjab, Maharashtra, Karnataka con algunas relajaciones, Bengala Occidental y Telangana.
Acabando el periodo inicial, el índice de crecimiento de infecciones por COVID-19 en la India significativamente se había retrasado, de un índice de duplicarse cada tres días con anterioridad al confinamiento a uno de duplicarse cada ocho días el 18 de abril.